# Заездная
Заездная (Колохта) — река в России, протекает в Кологривском районе Костромской области. Устье реки находится в 297 км по левому берегу реки Унжа. Длина реки составляет 12 км.
Исток находится в лесах в 10 км к северо-востоку от посёлка Черменино. Река течёт на юг и юго-запад. Крупнейший приток — Плоская (правый). Впадает в Унжу около деревни Колохта.

## Данные водного реестра
По данным государственного водного реестра России, относится к Верхневолжскому бассейновому округу. Водохозяйственный участок реки — Унжа от истока и до устья, речной подбассейн реки — бассейн притоков Волги ниже Рыбинского водохранилища до впадения Оки, речной бассейн реки — (Верхняя) Волга до Куйбышевского водохранилища (без бассейна Оки).
Код объекта в государственном водном реестре — 08010300312110000015341.